# Catargynnis rogersi
Catargynnis rogersi är en fjärilsart som beskrevs av Frederick DuCane Godman och Osbert Salvin 1878. Catargynnis rogersi ingår i släktet Catargynnis och familjen praktfjärilar. Inga underarter finns listade i Catalogue of Life.